# Małgorzata Porada-Rochoń
Małgorzata Porada-Rochoń – polska ekonomistka, dr hab. nauk ekonomicznych, profesor nadzwyczajny Wyższej Szkoły Integracji Europejskiej w Szczecinie, Stargardzkiej Szkoły Wyższej Stargardinum, Katedry Ekonomiki Przedsiębiorstw i Rachunkowości, oraz prodziekan Wydziału Zarządzania i Ekonomiki Usług Uniwersytetu Szczecińskiego.

## Życiorys
4 września 2006 obroniła pracę doktorską Efektywność restrukturyzacji finansowej przedsiębiorstw. Analiza komparatywna instrumentarium wspierającego proces restrukturyzacji finansowej na przykładzie Polski i USA, 18 grudnia 2014 habilitowała się na podstawie pracy zatytułowanej Cykl publikacji pod tytułem: Decyzje finansowe MŚP w warunkach zaburzeń finansowych", w tym monografii "Modele decyzji finansowych MŚP w wybranych krajach Europy Środkowo - Wschodniej w warunkach zaburzeń finansowych.
Objęła funkcję profesora nadzwyczajnego w Wyższej Szkole Integracji Europejskiej w Szczecinie, Stargardzkiej Szkole Wyższej Stargardinum, a także w Katedrze Ekonomiki Przedsiębiorstw i Rachunkowości, oraz prodziekana na Wydziale Zarządzania i Ekonomiki Usług Uniwersytetu Szczecińskiego.

## Publikacje
- 2013: Modele decyzji finansowych MŚP w wybranych krajach Europy Środkowo - Wschodniej w warunkach zaburzeń finansowych[1]
- 2018: Zaburzenia finansowe a restrukturyzacja finansowa przedsiębiorstw - determinanty i skutki[1]
- 2018: Exploring the Gibson law in CEE countries using a time series approach[1]
- 2019: Financial and economic development link in transitional economies: a spectral Granger causality analysis 1991–2017[1]
- 2019: Tracking financial cycles in ten transitional economies 2005–2018 using singular spectrum analysis (SSA) techniques[1]